# Madremanya
Madremanya település Spanyolországban, Girona tartományban. Madremanya La Pera, Corçà, Cruïlles, Monells i Sant Sadurní de l'Heura, Quart és Sant Martí Vell községekkel határos. Lakosainak száma 289 fő (2024).

## Népesség
A település népessége az elmúlt években az alábbi módon változott:
| Lakosok száma | 192  | 922  | 384  | 313  | 203  | 208  | 238  | 283  | 283  | 289  |
|               | 1717 | 1887 | 1936 | 1960 | 1986 | 2004 | 2009 | 2014 | 2019 | 2024 |